# St. Andreas (Slezské Pavlovice)

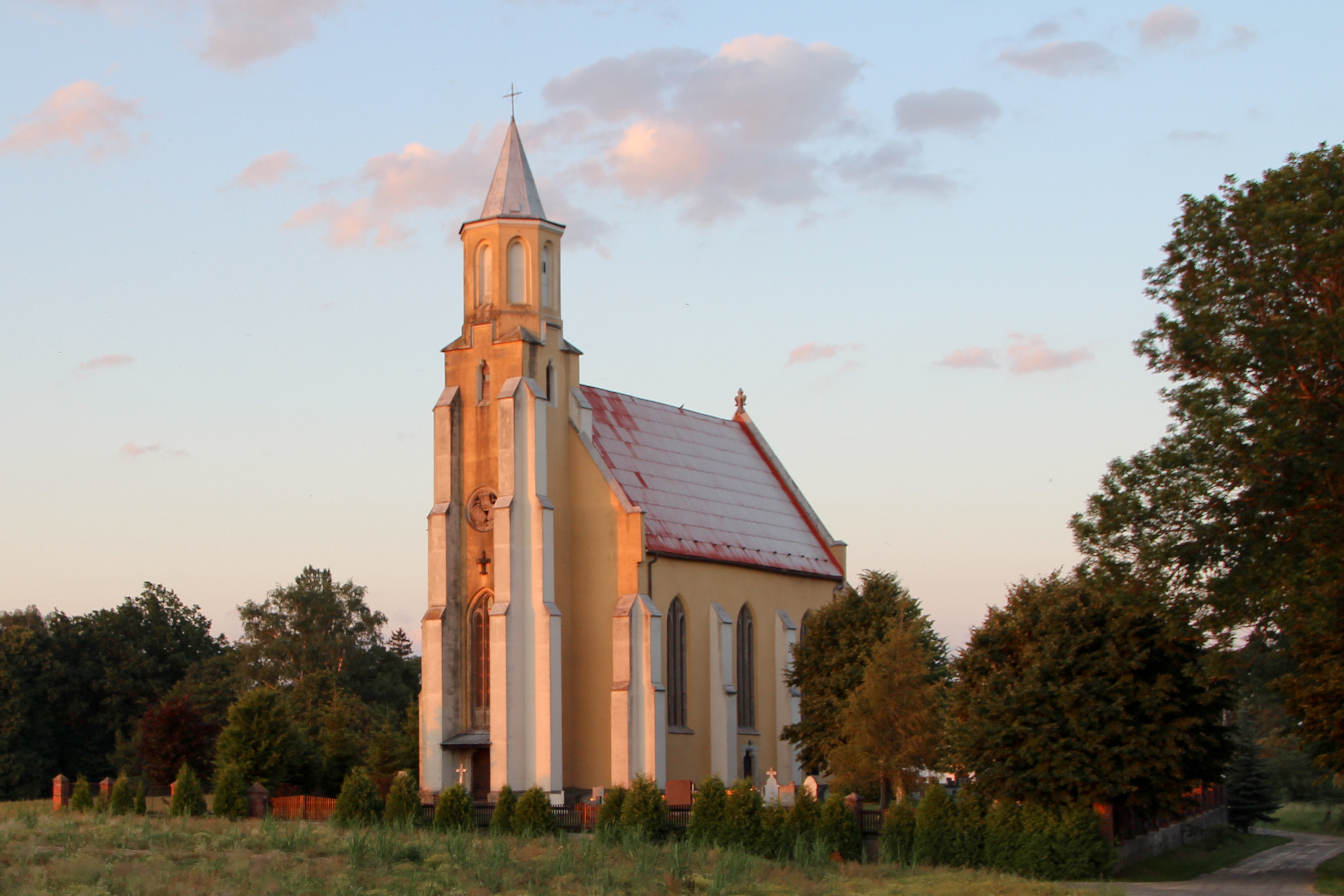
Kirche St. Andreas (2012)

Die neugotische Kirche St. Andreas (tschechisch Kostel svatého Ondřeje) ist ein Kirchengebäude des römisch-katholischen Bistums Ostrau-Troppau in der Gemeinde Slezské Pavlovice (Deutsch Paulowitz) im Okres Bruntál, Tschechien. Das denkmalgeschützte Bauwerk ist eine Tochterkirche der Pfarrei Osoblaha (Hotzenplotz) im Dekanat Krnov (Jägerndorf).

## Lage
Die von einem Friedhof umgebene Kirche St. Andreas befindet sich am westlichen Ortsrand von Slezské Pavlovice an der Straße Hřbitovní. Gegenüber der Kirche steht das Gemeindeamt. 700 m westlich verläuft die Staatsgrenze zu Polen.

## Beschreibung
Das einschiffige Bauwerk besteht aus einem eingerückten fünfseitigen Presbyterium mit Walmdach an der Ostseite, einem rechteckigen Schiff mit hohen Bogenfenstern und Satteldach. Der an der Westseite angebaute Turm mit dem Haupteingang hat einen quadratischen, im oberen Teil oktogonalen Grundriss mit niedrigem Pyramidendach; er ist ein Torso des ursprünglich deutlich höheren Turmhelms. Die Außenmauern sind mit mächtigen Strebepfeilern verstärkt. Die großen Spitzbogenfenster im Schiff, Presbyterium und über dem Haupteingang sind mit Maßwerk versehen. Über dem großen Fenster an der Turmseite befindet sich eine Fensterrosette mit drei Wappen.
Im Innern hat die Kirche eine Flachdecke, bemalte und beschnitzte Balken sowie eine hölzerne Chorempore. Auf dem geschnitzten neugotischen Altar befindet sich ein Gemälde des Apostels Andreas.

## Geschichte

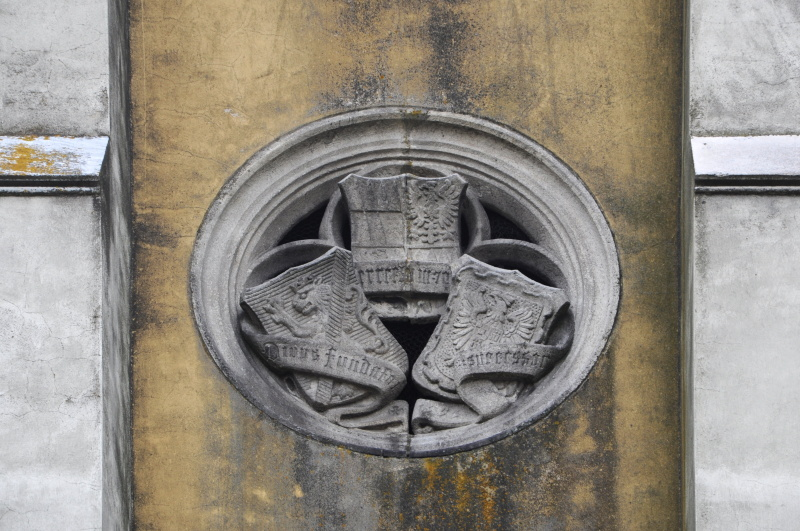
Fensterrosette mit Wappen

Die erste nachweisliche Filialkirche in Deutsch Paulowitz wurde 1545 auf Veranlassung des Grundherrn Stephan d. J. von Würben errichtet. Sie war zu Ehren des Apostels Andreas geweiht und gehörte zur Pfarrei Hotzenplotz. Seit dem Anfang des 19. Jahrhunderts galt die alte Kirche als baufällig. Nach der Beschreibung des Lehngutes Deutsch-Paulowitz durch Faustin Ens (1836) besaß die Kirche zwei Altäre und zwei Glocken. Der Abbruch der alten Kirche erfolgte vermutlich 1853.
Der Olmützer Erzbischof Friedrich Egon von Fürstenberg beauftragte seinen Baudirektor Gustav Meretta mit der Erstellung eines Entwurfs für einen Neubau, der im Sommer 1869 begonnen wurde. 1871 war die neue Kirche vollendet und wurde erneut dem Patronat des Apostels Andreas anvertraut
Im Frühjahr 1945 wurde der hohe Kirchturm während der Oberschlesischen Operation durch einen Artilleriebeschuss schwer beschädigt. Da der Kriegsschaden nicht behoben wurde, stürzte der Kirchturm 1957 ein.
Zwischen 1988 und 1992 wurde die Kirche instand gesetzt und rekonstruiert. Der neue Turm erhielt dabei ein deutlich niedrigeres Dach. Nach Abschluss der Arbeiten wurde die Kirche 1992 unter Beibehaltung des bisherigen Patroziniums neu geweiht. Im Jahre 2003 erhielt die Kirche einen neuen Glockenstuhl.
1993 wurde die das Ortsbild prägende Kirche zum Kulturdenkmal erklärt.